# Kanton Moustiers-Sainte-Marie
Kanton Moustiers-Sainte-Marie (fr. Canton de Moustiers-Sainte-Marie) je francouzský kanton v departementu Alpes-de-Haute-Provence v regionu Provence-Alpes-Côte d'Azur. Tvoří ho tři obce.

## Obce kantonu
- Moustiers-Sainte-Marie
- La Palud-sur-Verdon
- Saint-Jurs